# Ferdynand Ossendowski

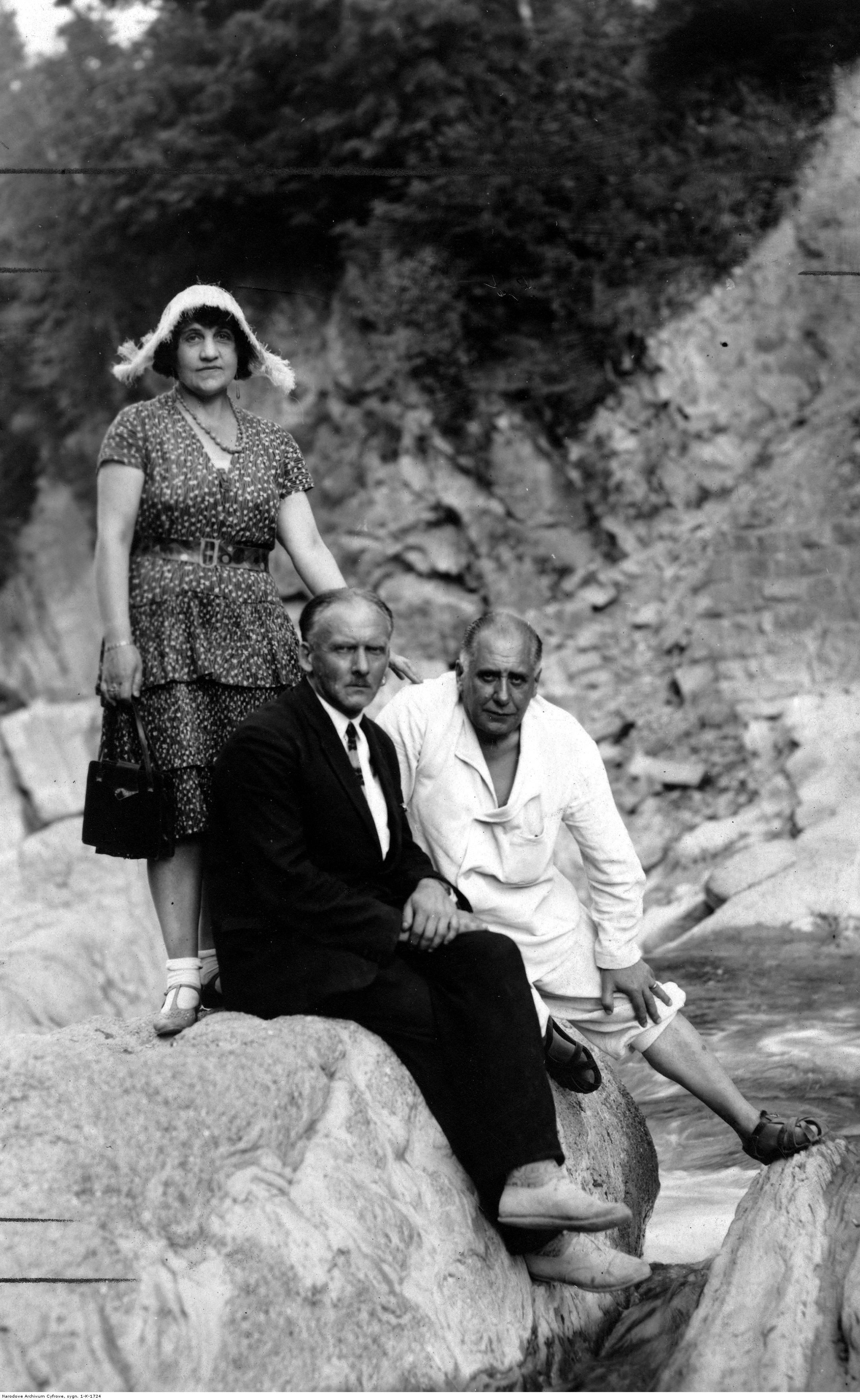
Z żoną Zofią i znajomym w Kosowie Huculskim

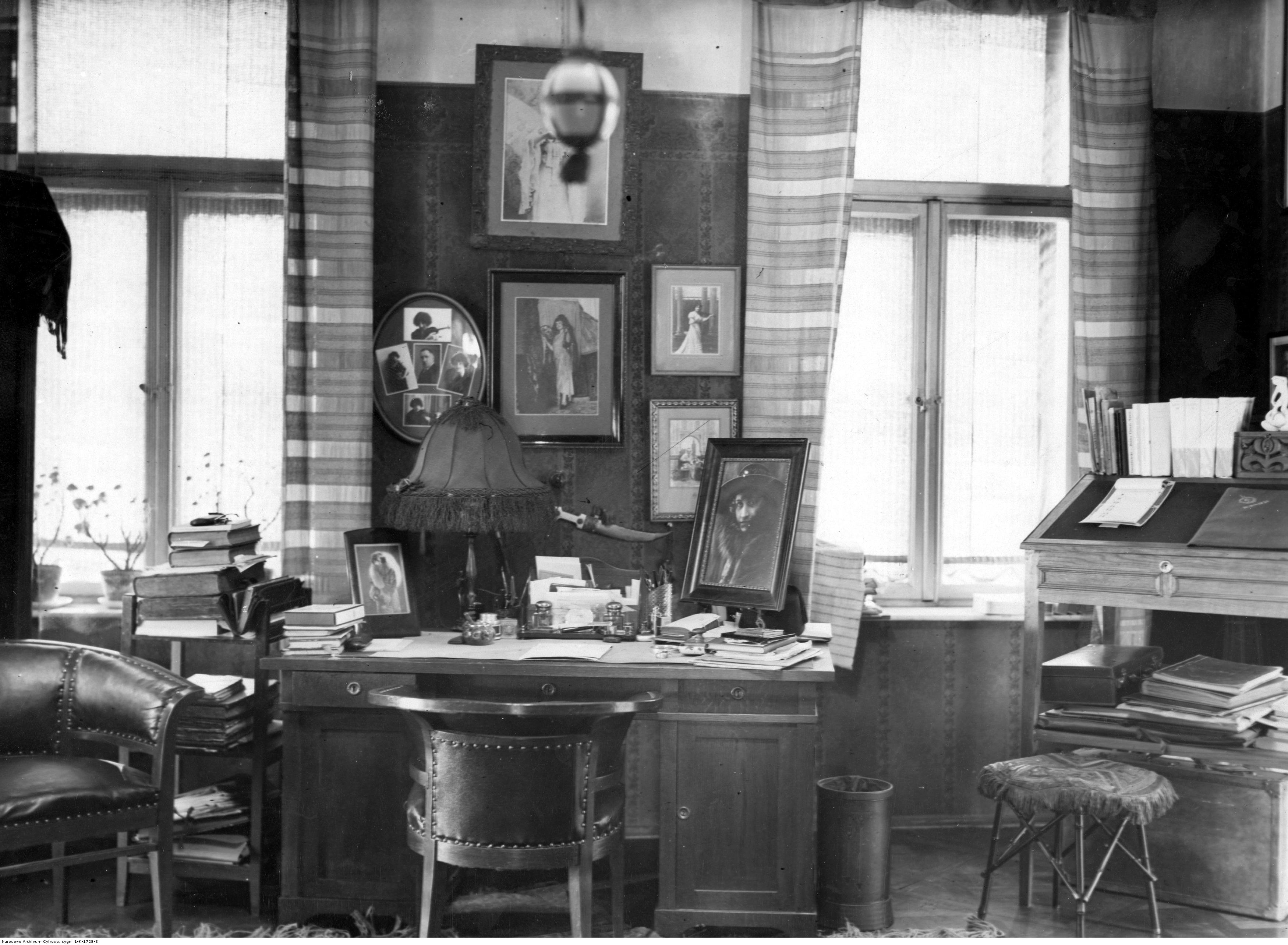
Wnętrze pracowni w Warszawie

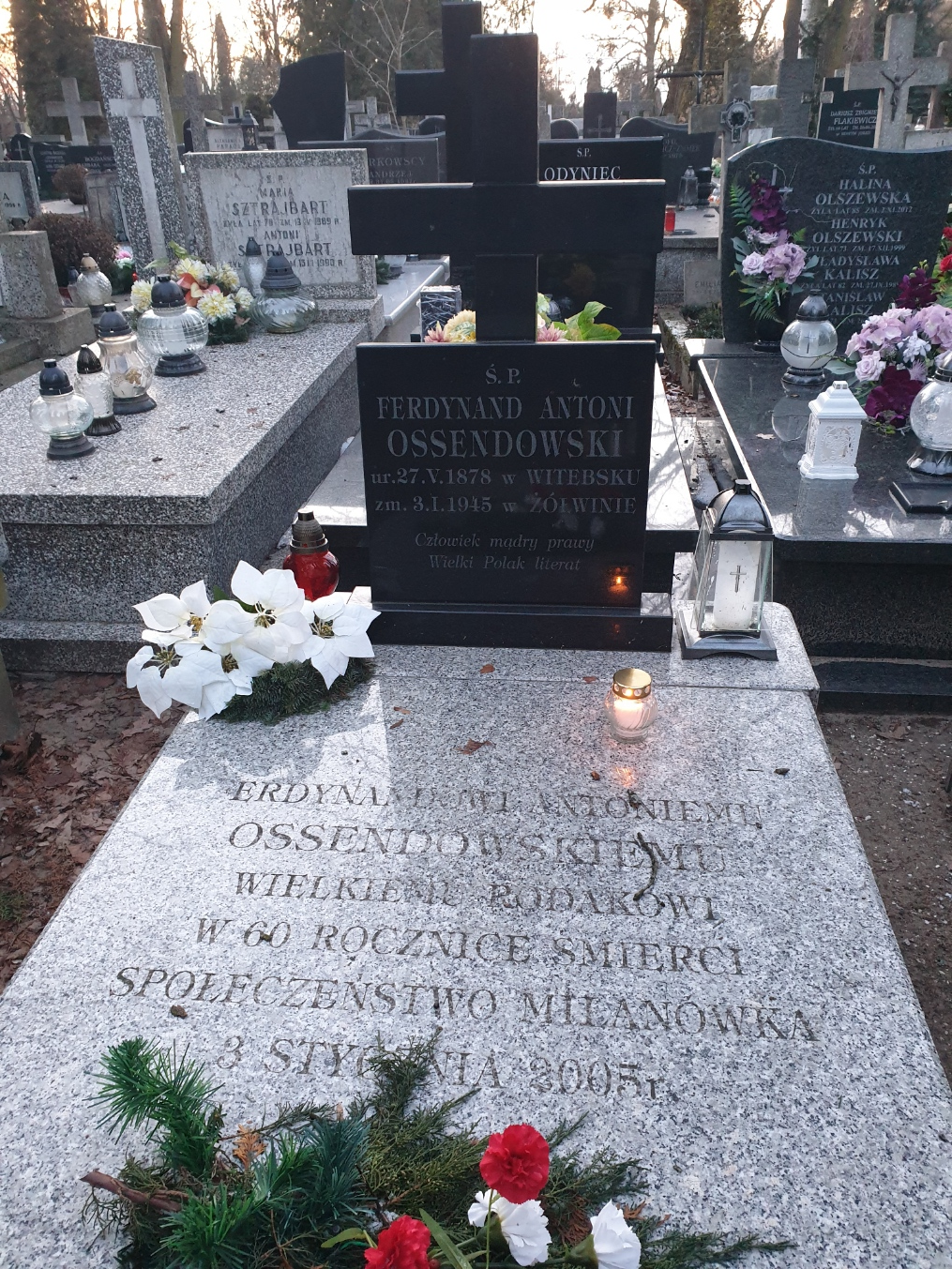
Nagrobek pisarza na cmentarzu w Milanówku, kwatera XIV, rząd I

Ferdynand Antoni Ossendowski, ps. „Feranto”, „Mark Czertwan” (ur. 15 maja?/27 maja 1878 w Lucynie, zm. 3 stycznia 1945 w Grodzisku Mazowieckim) – polski pisarz, dziennikarz, podróżnik, antykomunista, nauczyciel akademicki, działacz społeczny, polityczny i naukowy.

## Życiorys
Był synem lekarza Marcina Ossendowskiego i Wiktorii z Bortkiewiczów. Rodzina miała korzenie tatarskie, szlacheckie, herbu Lis. Był wyznania ewangelicko-reformowanego. Po urodzeniu się siostry Ferdynanda rodzina Ossendowskich przeniosła się do guberni pskowskiej, skąd pochodził ojciec, a w 1884 roku przeprowadziła się do Kamieńca Podolskiego. Tam młody Ossendowski zaczął uczęszczać do rosyjskiego gimnazjum, które ukończył – po kolejnej przeprowadzce – w Petersburgu. W tym czasie zmarł ojciec Ferdynanda. Rodzinę utrzymywała matka udzielając lekcji muzyki, natomiast młody Ossendowski pomagał jej udzielając korepetycji.
Po ukończeniu szkoły studiował nauki matematyczno-przyrodnicze w Petersburgu, gdzie został asystentem przyrodnika, prof. Szczepana Zalewskiego. W tym czasie wziął udział w wyprawach naukowych na Kaukaz, nad Dniestr, nad Jenisej i w okolice jeziora Bajkał. Dotarł również do Chin, Japonii, na Sumatrę i do Indii. Wrażenia z Indii były podłożem dla jego pierwszej powieści Chmury nad Gangesem. 
Z powodu udziału w zamieszkach studenckich w 1899 roku musiał opuścić Rosję. Wyjechał do Paryża, gdzie studiował fizykę i chemię u prof. Marcellina Berthelota na Sorbonie. Tu także miał okazję poznać Marię Skłodowską-Curie.
Po powrocie do Rosji został docentem Uniwersytetu Technicznego w Tomsku. Nie pozostał jednak długo na uczelni, by poświęcić się karierze naukowej; jego pasją były podróże. W 1905 roku, po wybuchu wojny rosyjsko-japońskiej, został wysłany do Mandżurii, gdzie prowadził badania geologiczne w poszukiwaniu surowców niezbędnych dla armii. Za organizowanie w Harbinie protestów przeciw rosyjskim represjom w Królestwie Kongresowym został aresztowany i skazany na karę śmierci. Dzięki szczęśliwemu zbiegowi okoliczności uniknął wykonania wyroku i uzyskał jego nadzwyczajne złagodzenie. Wkrótce potem został wybrany przewodniczącym Rewolucyjnego Komitetu Naczelnego, który przez pewien czas sprawował władzę w Mandżurii. W wyniku procesu, który potem wytoczono jego członkom, Ossendowski został skazany na półtora roku twierdzy. Odzyskał wolność w 1908 roku. Wydana w 1911 roku książka W Ludskoj Pyli („W ludzkim pyle”), poświęcona więziennym doświadczeniom Ossendowskiego, zyskała przychylną ocenę m.in. Lwa Tołstoja. W tym czasie nawiązał współpracę z wieloma rosyjskimi gazetami. Gdy w 1909 roku zaczął wychodzić w Petersburgu polskojęzyczny „Dziennik Petersburski”, został jego korespondentem, a następnie redaktorem.
W 1918 roku opuścił zrewolucjonizowany Petersburg i wyjechał do Omska. W czasie wojny domowej w Rosji czynnie współpracował z dowództwem Białych; był m.in. doradcą admirała Kołczaka. Przekazał na Zachód tzw. dokumenty Sissona, które wykazywały, że Lenin był agentem wywiadu niemieckiego, a działalność partii bolszewickiej finansowana była za niemieckie pieniądze. Choć niektóre źródła uważają te dokumenty za sfałszowane, to udzielenie pomocy Leninowi przez Niemieckie Naczelne Dowództwo uważa się za fakt.
Powszechnie znany ze swojej antykomunistycznej postawy po upadku Kołczaka był poszukiwany przez bolszewicką policję polityczną (CzeKa). Dzięki niezwykłym zdolnościom przystosowawczym (m.in. znał biegle 7 języków obcych, w tym chiński i mongolski), udało mu się przedostać z kontrolowanej przez bolszewików Rosji do Mongolii. W jej stolicy Urdze został doradcą barona Ungerna walczącego przy pomocy zorganizowanej przez siebie Azjatyckiej Dywizji Konnej z bolszewikami. Dane na temat roli, jaką Ossendowski odegrał w Mongolii, są okryte tajemnicą; była ona niewątpliwie dość istotna, sam jednak mówił na ten temat niechętnie. Istnieje teza, jakoby Ossendowski stał się depozytariuszem wiedzy o ogromnym skarbie, ukrytym przez „Krwawego Barona” Ungerna gdzieś w mongolskich stepach, a który miałby posłużyć do sfinansowania kolejnej wojny z komunistami. 
Ossendowski początkowo pisał w języku rosyjskim, następnie w angielskim, a dopiero piątą książkę wydał po polsku. Światową sławę przyniosła mu książka Zwierzęta, ludzie, bogowie (wydana najpierw w języku angielskim pod tytułem „Beasts, Men and Gods”), która na przełomie 1920 i 1921 roku ukazała się w Nowym Jorku, w 1922 w Londynie, a w roku 1923 w Warszawie. Osiągnęła ona rekordową liczbę dziewiętnastu tłumaczeń na języki obce. Ossendowski opisał w niej wspomnienia z ucieczki z Rosji ogarniętej chaosem rewolucji. Opis obejmuje ucieczkę z Krasnojarska opanowanego przez bolszewików, zimę w tajdze, przeprawę do Mongolii i pobyt w niej u boku barona Ungerna. Książka osiągnęła niezwykłą poczytność na całym świecie, chociaż była i jest krytykowana za to, że duże jej fragmenty były konfabulacją autora. Głównym krytykiem i demaskatorem oszustw Ossendowskiego był szwedzki podróżnik Sven Hedin.
Do Polski powrócił w 1922 roku. Wkrótce rozwiódł się ze swoją pierwszą żoną, Rosjanką i 10 czerwca 1923 roku w kościele ewangelicko-reformowanym w Warszawie poślubił Zofię z Iwanowskich, primo voto Płoszko, swoją młodzieńczą miłość, która była profesorem Warszawskiego Konserwatorium Muzycznego,
W okresie międzywojennym zajmował się działalnością literacką, publikując wiele powieści, przeważnie w stylu „romansu podróżniczego”. Ukazało się 77 książek pisarza, które wydano również w 150 przekładach na 20 języków. Przez pewien czas należał do piątki najbardziej poczytnych pisarzy na świecie, a jego książki porównywano z dziełami Kiplinga, Londona czy Maya. W latach międzywojennych łączny nakład książek „polskiego Karola Maya” sięgnął 80 mln egzemplarzy. Jeśli chodzi o przekłady na języki obce, Ossendowski zajął wówczas drugie miejsce po Henryku Sienkiewiczu i do dziś nikomu nie udało się go w tej kategorii pobić.
W lutym 1943 roku, wstąpił do konspiracyjnego Stronnictwa Narodowego. Ostatnie miesiące życia spędził w Żółwinie, gdzie 2 stycznia 1945 roku nagle źle się poczuł, następnego dnia został przewieziony do szpitala w Grodzisku Mazowieckim. Tam zmarł, tuż przed wkroczeniem Armii Czerwonej, pochowany został na cmentarzu w Milanówku (kwatera XIV, rząd I). Nigdy nie ujawnił żadnych szczegółów swojej działalności polityczno-wywiadowczej. Archiwum zostało skrupulatnie zniszczone przed jego śmiercią.
Ze względu na treść jego książki Lenin, fabularyzowanej biografii przywódcy rewolucji październikowej, niezwykle ostrej krytyki rewolucji i komunizmu, po zajęciu Polski przez Sowietów grób Ossendowskiego był pilnie poszukiwany. Po jego znalezieniu ekshumowano zwłoki, gdyż NKWD chciało się upewnić, czy osobisty wróg Lenina na pewno nie żyje. Inna interpretacja tego faktu zakłada, że enkawudziści szukali przy zwłokach pisarza jakiejś informacji lub wskazówki co do miejsca ukrycia skarbu barona Ungerna.

## Odznaczenia
- Złoty Wawrzyn Akademicki (7 listopada 1936)[19],
- Oficer Orderu Legii Honorowej (Francja),
- Kawaler Orderu Legii Honorowej (Francja),
- Kawaler Orderu Palm Akademickich (Francja)[20].
- Honorowa Odznaka Związku Szlachty Zagrodowej (styczeń 1939)[21].

## Pamięć o pisarzu

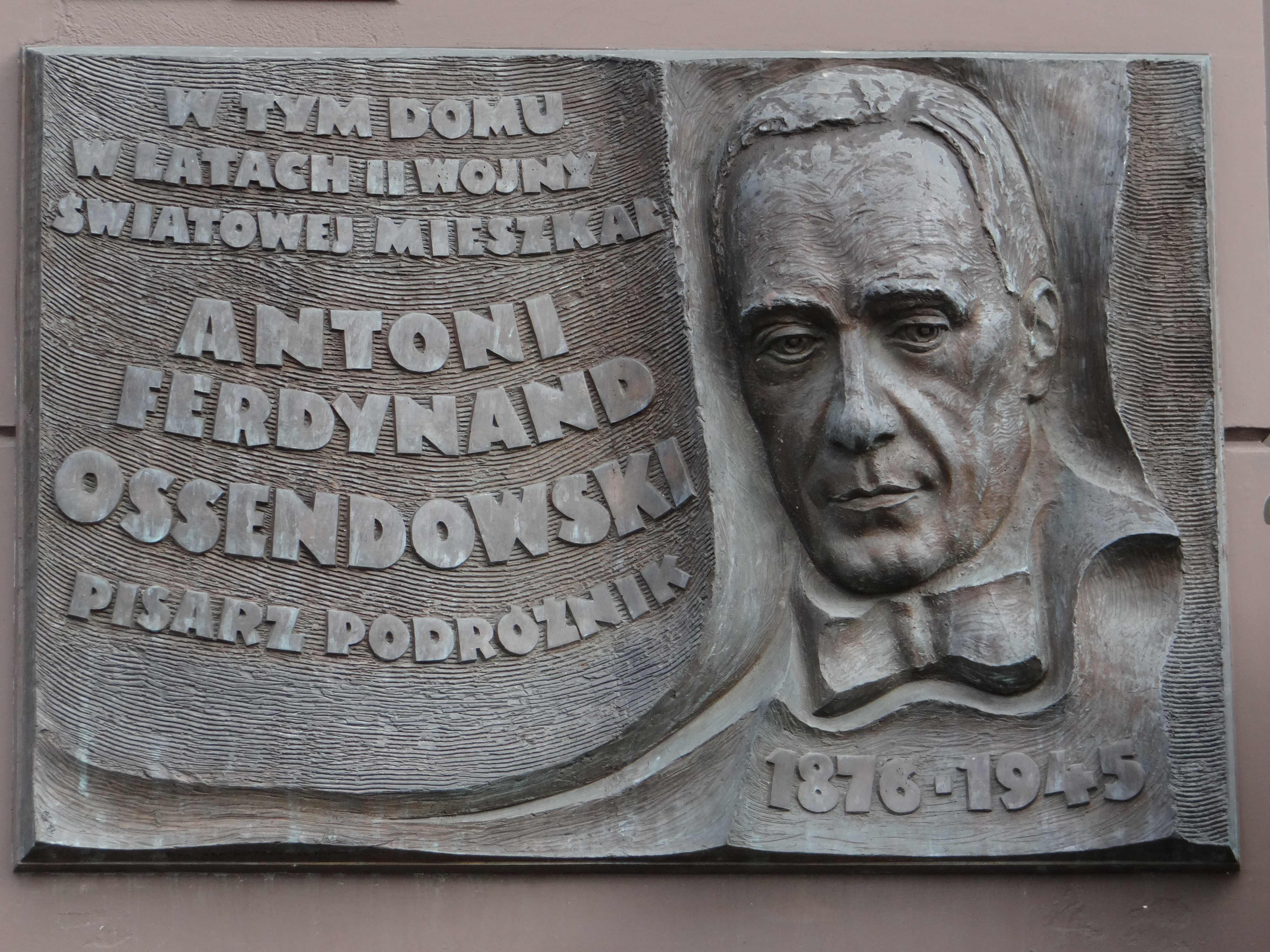
Tablica upamiętniająca pisarza na domu przy ul. Grójeckiej 27 w Warszawie

Po wojnie został skazany na zapomnienie, jego nazwisko umieszczono w „zapisie cenzorskim”. Wszystkie jego utwory objęte cenzurą w 1951 roku podlegały natychmiastowemu wycofaniu z bibliotek. Od roku 1989 jego prace mogą być w Polsce oficjalnie wydawane.
W roku 2004 władze Milanówka sfinansowały nowy nagrobek pisarza na miejscowym cmentarzu, jego imię nosi jeden z miejskich skwerów. W 2006 roku wmurowano pamiątkową tablicę na domu przy ulicy Grójeckiej 27 na warszawskiej Ochocie, gdzie pisarz mieszkał w czasie wojny, lecz wskutek protestów wspólnoty mieszkańców, usunięto z tablicy napis „antykomunista”. W 2009 roku odsłonięto pamiątkową tablicę na domu pisarza w Nieszawie. W Michalinie (dzielnica miasta Józefów) powstaje Muzeum Podróżników Polskich zawierające ekspozycję o podróżach pisarza.
W 2011 r. Narodowy Bank Polski wydał upamiętniającą Ossendowskiego srebrną monetę kolekcjonerską o nominale 10 złotych oraz towarzyszącą jej monetę okolicznościową ze stopu nordic gold o nominale 2 złotych. Obie monety są częścią serii „Polscy podróżnicy i badacze”.

## Odwołania w kulturze
- Bohaterowie książki Kornela Makuszyńskiego i Mariana Walentynowicza „Awantury i wybryki małej małpki Fiki-Miki” znajdują w piaskach pustyni głowę, która okazuje się zakopanym „profesorem Ossendowskim” („Odkopali go czym prędzej, do murzyńskiej wiodą wioski, a tam krzyczą – Niech nam żyje pan profesor Ossendowski”).
- Bohaterowie filmu „Cwał” w reżyserii Krzysztofa Zanussiego, którego akcja dzieje się w okresie stalinizmu, potajemnie czytają książkę Ossendowskiego Lenin.

## Publikacje
- Chmura nad Gangesem
- Noc – Władywostok 1905
- W ludzkim pyle
- Cień ponurego Wschodu: za kulisami życia rosyjskiego – Warszawa 1923, Warszawa 1990
- W ludzkiej i leśnej kniei – Warszawa 1923
- Przez kraj ludzi, zwierząt i bogów lub Przez kraj ludzi, zwierząt i bogów. Konno przez Azję Centralną – Warszawa 1923, Poznań 1927, repr. Białystok 1991, ISBN 83-85183-04-3; Warszawa, Bellona 2022 ISBN 978-83-11-16412-3
- Cud bogini Kwan-Non: z życia Japonji – Poznań 1924
- Najwyższy lot – „Książki ciekawe”, Warszawa 1923; Wydawnictwo Polskie R. Wegnera, Poznań 1929 (wydanie II), 1935 (wydanie III); reprint: Wydawnictwo LTW, Łomianki 2011, ISBN 978-83-7565-164-5.
- Nieznanym szlakiem: nowele – Poznań 1924,.
- Za Chińskim Murem – Warszawa 1924
- Od szczytu do otchłani: wspomnienia i szkice – Warszawa 1925
- Orlica – Bibl. Dzieł Wyborowych, Warszawa 1925; kolejne wydania: Wydawnictwo Polskie R. Wegnera, Poznań 1928, 1929, 1930, 1932, Norymberga 1948; reprint: Iskry, Warszawa 1957
- Po szerokim świecie – Warszawa 1925
- Toreador w masce i inne opowieści – Poznań 1925
- Zbuntowane i zwyciężone – Warszawa 1925
- Czarny czarownik: relacja z wyprawy do Afryki – Warszawa 1926
- Płomienna Północ – Wydawnictwo Polskie, Lwów 1926, 1927
- Pod smaganiem samumu. Podróż po Afryce Północnej. Algierja i Tunisja – Wydawnictwo Polskie, Poznań 1926, Lwów 1927
- Huragan – Warszawa 1927
- Niewolnicy słońca: podróż przez zachodnią połać Afryki podzwrotnikowej w l. 1925/26 r. – Wydawnictwo Polskie R. Wegnera, Poznań 1927, 1928
- Wśród Czarnych – Lwów 1927
- Na skrzyżowaniu dróg: nowele i szkice – Tczew 1928
- Pięć minut po północy – Wydawnictwo Polskie R. Wegnera, Poznań 1928
- Pod polską banderą – Lwów 1928
- Sokół pustyni – Poznań 1928 – na jej podstawie nakręcono film kinowy Głos pustyni (1932)
- Szkarłatny kwiat kamelii – Poznań 1928
- Wańko z Lisowa – Lwów 1928
- Życie i przygody małpki – Lwów 1928
- Krwawy generał – Wydawnictwo Polskie (R. Wegner), Poznań 1929; reprint: Agencja Wydawnicza „BS”, Warszawa 1990
- Lisowczycy: powieść historyczna – Wydawnictwo Polskie R. Wegnera, Poznań 1929; reprint: Libra, Warszawa 1990
- Męczeńska włóczęga – Wydawnictwo Polskie (R. Wegner), Poznań 1929; reprinty: „Słowo”, Warszawa 1986, Agencja Wydawnicza „BS”, Warszawa 1990
- Przez kraj szatana – Wydawnictwo Polskie (R. Wegner), Poznań 1929; reprint: Agencja Wydawnicza „BS”, Warszawa 1990
- Lenin – Wydawnictwo Polskie R. Wegnera, Poznań 1930 (3 wydania), liczne tłumaczenia, reprinty: Wydawnictwo Alfa, 1990, ISBN 83-7001-354-6, Wydawnictwo Maj, 1990, Wydawnictwo LTW 2011, ISBN 978-83-7565-132-4.
- Mali zwycięzcy: przygody dzieci w pustyni Szamo – Lwów 1930, Warszawa 1991, repr. Gdańsk [1991]
- Miljoner „Y”: powieść o dzielnym Murzynku-sierocie – Warszawa [ok. 1930]
- Nieznanym szlakiem – Wydawnictwo Polskie R. Wegnera, Poznań 1930
- Czao-Ra – Warszawa 1931
- Gasnące ognie: podróż po Palestynie, Syrji, Mezopotamji – Wydawnictwo Polskie R. Wegnera, Poznań 1931
- Trębacz cesarski – Miejsce piastowe [1930]
- Zagończyk – Lwów 1931
- Zwierzyniec – Wydawnictwo Polskie R. Wegnera, Poznań 1931
- Okręty zbłąkane – Kraków 1932
- Syn Beliry – Warszawa 1932, następne wydania pt. Tajemnica płonącego samolotu
- Daleka podróż boćka – Warszawa 1932
- Narodziny Lalki – Warszawa 1932
- Przygody Jurka w Afryce – Warszawa 1932
- Słoń Birara – Kraków 1932, Warszawa 1958 i 1990, a także ok. 2006 jako szósty tom kolekcji „Cała Polska Czyta Dzieciom”
- Staś emigrant – Warszawa 1932
- W krainie niedźwiedzi – Warszawa 1932
- Afryka, kraj i ludzie – Warszawa 1934
- Polesie – Wydawnictwo Polskie R. Wegnera, seria Cuda Polski, Poznań 1934
- Pożółkły list – Warszawa 1934
- Mocni ludzie – Lwów, Warszawa [1935], Wrocław, Warszawa [ok. 1946]
- Nauczycielka – Poznań 1935
- Skarb Wysp Andamańskich – Warszawa 1935
- Tajemnica płonącego samolotu – Warszawa 1935, pierwsze wydanie z 1932 jako Syn Beliry
- W polskiej dżungli – Warszawa 1935
- Aldo – Wydawnictwo Polskie R. Wegnera, Poznań 1936
- Bajeczki niebajeczki – Częstochowa 1936
- Czarnoskórka – Wydawnictwo Polskie R. Wegnera, Poznań 1936
- Dimbo – Wydawnictwo Polskie R. Wegnera, Poznań 1936
- Drobnoludki i inne dziwy – Częstochowa 1936
- Grzmot – Wydawnictwo Polskie R. Wegnera, Poznań 1936
- Huculszczyzna: Gorgany i Czarnohora – Wydawnictwo Polskie R. Wegnera, seria Cuda Polski, Poznań 1936; reprint Zakład Narodowy im. Ossolińskich, Wrocław 1990, ISBN 83-04036-39-8.
- Iskry spod młota – Poznań 1936
- Kosmacz – Wydawnictwo Polskie R. Wegnera, Poznań 1936
- Kraczka – Wydawnictwo Polskie R. Wegnera, Poznań 1936
- Kruszenie kamienia – Wydawnictwo Polskie R. Wegnera, Poznań 1936
- Miś i Chocha – Wydawnictwo Polskie R. Wegnera, Poznań 1936
- Ogień wykrzesany – Wydawnictwo Polskie R. Wegnera, Poznań 1936
- Popielatka – Wydawnictwo Polskie R. Wegnera, Poznań 1936
- Puszcze polskie – Wydawnictwo Polskie R. Wegnera, seria Cuda Polski, Poznań 1936; Wydawnictwo Tern (Rybitwa) Book, Londyn 1953; reprint: Sejneńskie Towarzystwo Opieki Nad Zabytkami, 2008, ISBN 83-922743-4-2.
- Rudy zbój – Wydawnictwo Polskie R. Wegnera, Poznań 1936
- Szympansiczka – Wydawnictwo Polskie R. Wegnera, Poznań 1936
- W krainie niedźwiedzi – Warszawa, 1932 i wydania kolejne, 1935–1939
- Młode wino – Warszawa 1937
- Postrach gór – Warszawa 1937
- Szanchaj – Wydawnictwo Polskie R. Wegnera, Poznań 1937
- Biesy – Poznań 1938
- Orły podkarpackie – Przemyśl 1938
- Pierścień z krwawnikiem – Kraków 1938
- Pod sztandarami Sobieskiego – Warszawa 1938
- Zygzaki – Poznań 1938
- Biały kapitan – Wydawnictwo Polskie R. Wegnera, Poznań 1939; reprint Oficyna Cracovia Kraków 1990
- Cztery cuda Polski – Warszawa 1939
- Karpaty i Podkarpacie – Wydawnictwo Polskie R. Wegnera, seria Cuda Polski, Poznań 1928, 1939; reprint Libra, ISBN 83-89183-30-7.
- Jasnooki łowca – Kraków 1946
- Wacek i jego Pies – Poznań 1947
- Dzieje burzliwego okresu (od szczytu do otchłani) – Wydawnictwo Polskie (R. Wegner), Poznań [ok. 1934]
- Cadyk ben Beroki – Białystok 1992, ISBN 83-85174-19-2.